# Trạch Mỹ Lộc
Trạch Mỹ Lộc là một xã thuộc huyện Phúc Thọ, thành phố Hà Nội, Việt Nam.

## Địa lý
- Đông giáp thị trấn Phúc Thọ
- Tây giáp xã Sơn Đông, thị xã Sơn Tây
- Nam giáp xã Cẩm Yên, huyện Thạch Thất
- Bắc giáp xã Tích Giang, huyện Phúc Thọ

Diện tích xã là 548 ha. Năm 1999, Trạch Mỹ Lộc có dân số 5.709 người và đến năm 2017 đạt 7.303 người.

## Lịch sử
Trạch Mỹ Lộc là tên ghép của ba xã cũ gồm: Trạch Lôi, Thuần Mỹ và Tuy Lộc, được thành lập sau năm 1954. Hiện nay xã gồm 05 thôn là Trạch Lôi, Mỹ Giang, Thuần Mỹ, Tuy Lộc và Văn Lộc. Diên cách của xã qua các thời kỳ như sau:
- Từ thời Đình tới thời Trần thuộc châu Quốc Oai, cũng có lúc gọi là đạo hay lộ hoặc trấn Quốc Oai
- Thời thuộc Minh, ở vào huyện Thạch Thất, châu Từ Liêm, phủ Giao Châu
- Từ thời Lê thuộc đất huyện Thạch Thất, phủ Quốc Oai, thừa tuyên Sơn Tây, cũng gọi là xứ hay trấn Sơn Tây
- Đầu thời Nguyễn thuộc tổng Tường Phiêu, huyện Thạch Thất, phủ Quốc Oai, tỉnh Sơn Tây
- Từ thời Pháp thuộc ở vào tổng Tường Phiêu, huyện Tùng Thiện, tỉnh Sơn Tây

| Mốc thời gian | Xã           | Huyện      | Tỉnh / thành phố |
| ------------- | ------------ | ---------- | ---------------- |
| 1954          | Trạch Mỹ Lộc | Tùng Thiện | Sơn Tây          |
| 21/04/1965    | Trạch Mỹ Lộc | Tùng Thiện | Hà Tây           |
| 26/07/1968    | Trạch Mỹ Lộc | Ba Vì      | Hà Sơn Bình      |
| 29/12/1978    | Trạch Mỹ Lộc | Ba Vì      | Hà Nội           |
| 02/06/1982    | Trạch Mỹ Lộc | Phúc Thọ   | Hà Nội           |
| 12/08/1991    | Trạch Mỹ Lộc | Phúc Thọ   | Hà Tây           |
| 01/08/2008    | Trạch Mỹ Lộc | Phúc Thọ   | Hà Nội           |

## Văn hóa

### Di tích
- Miếu Thuần Mỹ thờ Minh Điền thời Hùng Vương, có công dạy dân cày cấy, dệt vải... Miếu được xây dựng khoảng thế kỷ XVIII và được xếp hạng di tích quốc gia năm 1995. Hiện nay, miếu đã trở thành nhà truyền thống, lưu giữ và trưng bày nhiều kỷ vật cách mạng của xã.[3]
- Các lễ hội ở xã Trach Mỹ Lộc đều được tổ chức ở đình làng như Tuy Lộc (03 tháng 01 âm lịch), Trạch Lội (07 tháng 02 âm lịch), Thuần Mỹ (13 tháng 02 âm lịch) và Mỹ Giang (13 tháng 08 âm lịch)

### Danh nhân
- Khuất Quỳnh Cửu (1474-?) đỗ tiến sĩ năm 1499, giữ chức Thượng Thư Bộ Lễ và tước Thuần Khê bá thời Hậu Lê. Sang thời Mạc ông tiếp tục làm quan và được phong tước Thuần Khê hầu. Ông đã hai lần đi sứ sang Trung Quốc.
- Nguyễn Tử Kiến (1477-?) đỗ tiến sĩ năm 1502
- Khuất Nhữ Lộc (1523-?) đỗ tiến sĩ năm 1547
- Khuất Duy Tiến (1909-1984) nhà hoạt động chính trị, Chủ tịch Ủy ban kháng chiến Thành phố Hà Nội
- Lê Hiến Mai (1918-1992) tên thật là Dương Quốc Chính, được phong thiếu tướng trong đợt đầu tiên của Quân đội nhân dân Việt Nam năm 1948. Ông cũng giữ nhiều chức vụ như Bộ trưởng Bộ Thủy Lợi và Điện Lực, Bộ trưởng Bộ Nông Nghiệp, Bộ trưởng Bộ Nội Vụ...
- Trịnh Thế Xương (1925-1952) anh hùng lực lượng vũ trang nhân dân
- Cao Thị Nấm (1928-1953) anh hùng lực lượng vũ trang nhân dân

## Kinh tế
Trạch Mỹ Lộc là xã thuần nông, có gần 290 ha đất nông nghiệp trong đó 77,5% là trồng lúa. Đến hết năm 2022, thu nhập bình quân trên địa bàn xã đạt 64 triệu đồng/người/năm.